# Бар (астрономия)

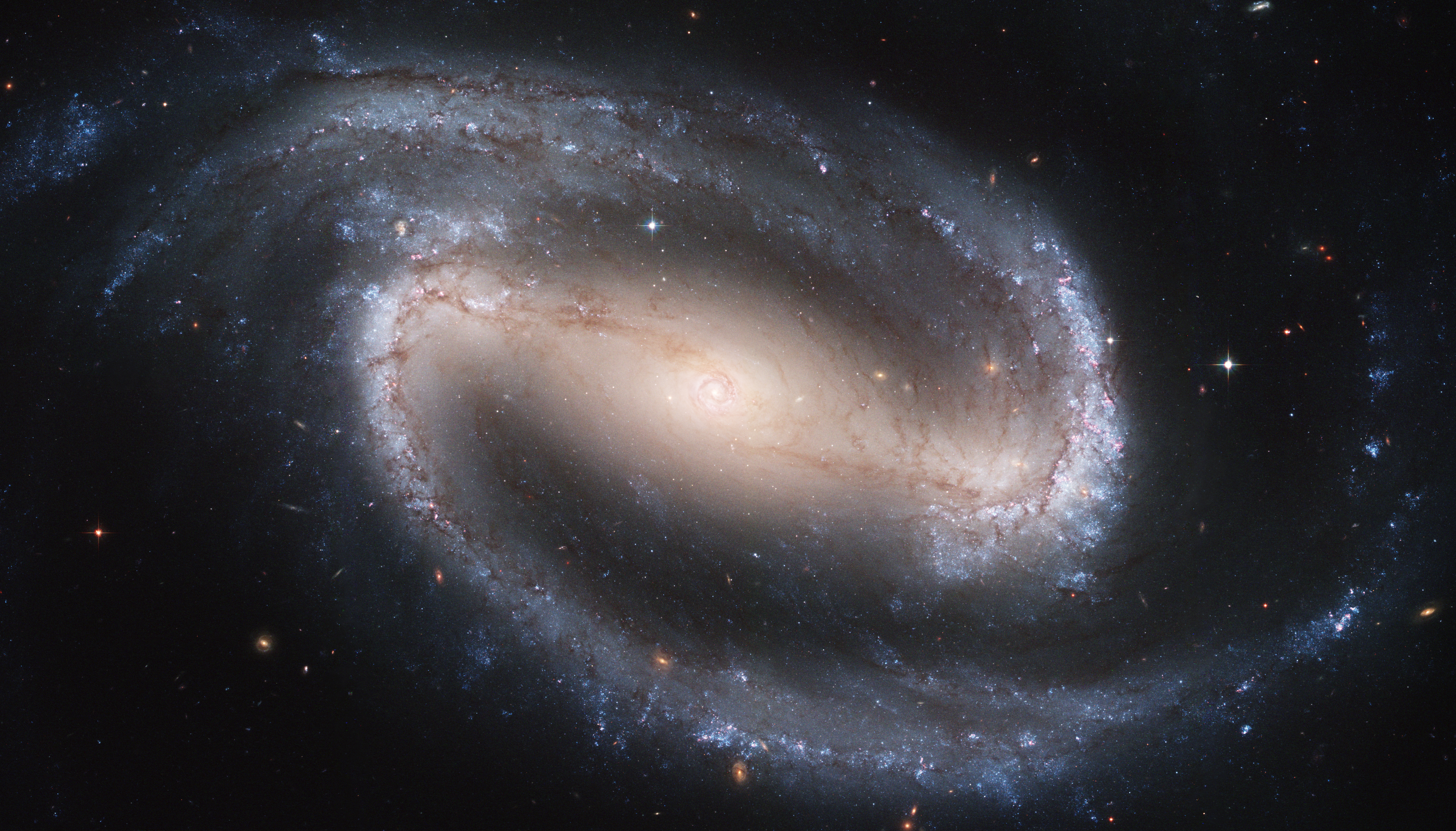
NGC 1300 — спиральная галактика с выраженным баром

Бар, также перемычка в астрономии — вытянутая структура из звёзд и газа в галактическом диске. Бар может присутствовать у дисковых галактик — линзовидных, спиральных и неправильных. От половины до двух третей дисковых галактик, в том числе и Млечный Путь, имеют бар. Наличие и выраженность бара — один из критериев классификации галактик.
Бар образуется при возникновении гравитационной неустойчивости в тонком диске галактики. Для этого нужна либо достаточно высокая скорость вращения диска, либо небольшая скорость вращения и большие радиальные скорости звёзд. Бары оказывают заметное влияние на родительские галактики и являются одним из основных агентов внутренней вековой эволюции — изменений в галактике в течение длительного времени, не зависящих от её окружения.

## Описание и характеристики

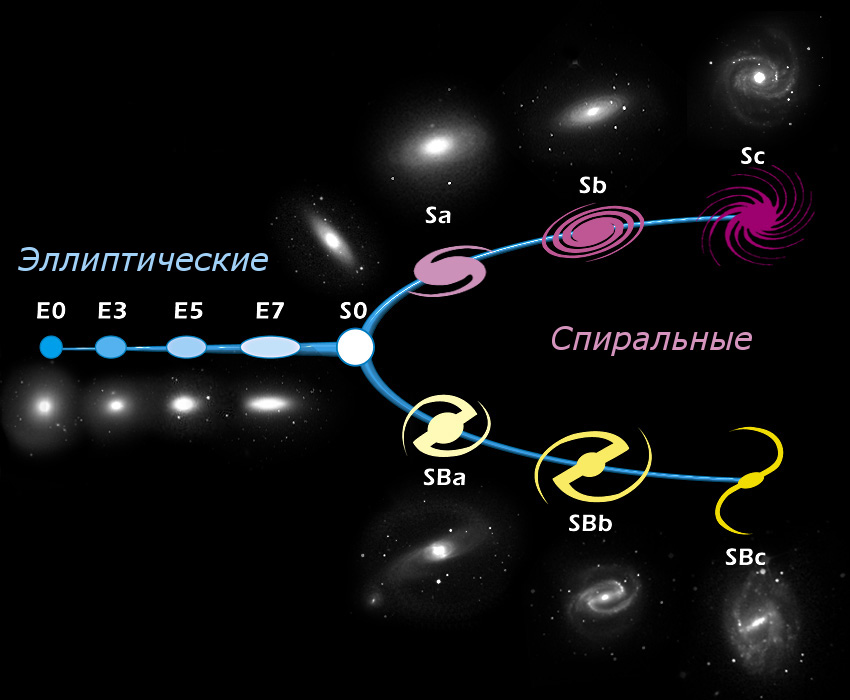
Морфологическая классификация галактик Хаббла

Бар, также называемый перемычкой — структура вытянутой формы в плоскости галактического диска, которая представляет собой уплотнение из звёзд и газа. Чаще всего центр бара находится там же, где и центр диска, но в маломассивных галактиках их положение может не совпадать. В спиральных галактиках с баром спиральные рукава начинаются не в центре галактики, а на концах бара. Бар может наблюдаться у дисковых галактик — линзовидных, спиральных и неправильных. У некоторых галактик может быть больше одного бара: известны галактики с двумя и даже с тремя барами.
Бар — устойчивое образование, которое в отдельно взятой галактике существует на протяжении многих её оборотов. Бар вращается как единое целое, в ту же сторону, что и диск, но, как правило, с немного меньшей угловой скоростью. При этом звёзды, составляющие бар, не находятся в нём всё время, в отличие, например, от балджа. Звёзды постоянно входят в бар и покидают его, но их повышенная концентрация в области бара остаётся, так что внешний вид бара не изменяется — подобным образом возникают и спиральные рукава в теории волн плотности.
Из всех галактик около трети имеет бар, включая Млечный Путь, а из дисковых — по разным оценкам, от половины до двух третей. Звёзды в барах в основном старые и красные, поэтому в ультрафиолетовом диапазоне большинство баров не наблюдается. В среднем светимость бара составляет 10% светимости всей галактики, но может достигать и 30%, в галактиках в современной Вселенной около 15% массы звёзд содержится в барах. В целом, в галактиках с барами по сравнению с галактиками без бара цвет и металличность слабее меняются с радиусом, а газ сильнее сосредоточен к центру.
Наличие и выраженность бара — один из критериев классификации галактик. Так, спиральные галактики в системе Хаббла делятся на нормальные, обозначаемые S, у которых бар отсутствует, и пересечённые, обозначаемые SB, где он имеется. В системе де Вокулёра кроме нормальных (SA) и пересечённых спиральных галактик (SB) выделяются спиральные галактики переходного типа, обозначаемые SAB. В этой схеме по выраженности бара классифицируют не только спиральные, но и линзовидные и неправильные галактики.

### Параметризация
Форма бара и его изофот хорошо описывается обобщёнными эллипсами:
{\displaystyle \left({\frac {|x|}{a}}\right)^{c}+\left({\frac {|y|}{b}}\right)^{c}=1}
где {\displaystyle a} и {\displaystyle b} — большая и малая полуоси, {\displaystyle x} и {\displaystyle y} — координаты вдоль большой и малой оси, а {\displaystyle c} — параметр, задающий форму обобщённого эллипса. Эта формула при {\displaystyle c=2} превращается в уравнение эллипса. Обычно для описания формы бара лучше всего подходят {\displaystyle c>2}, но также используется и {\displaystyle c=2}.
Распределение поверхностной яркости в баре часто моделируется модифицированной функцией Феррерса. Для распределения яркости {\displaystyle \mu (r)} вдоль большой оси бара она имеет следующий вид:
{\displaystyle \mu (r)=\mu _{0}\left[1-\left({\frac {r}{r_{bar}}}\right)^{2-\beta }\right]^{\alpha }}
В этой формуле {\displaystyle \mu _{0}} — поверхностная яркость в центре бара, {\displaystyle r_{bar}} — расстояние до границы бара, дальше которой поверхностная яркость считается равной нулю. Параметры {\displaystyle \alpha } и {\displaystyle \beta } отвечают за скорость убывания яркости, соответственно, у границы и у центра бара.
Закон Серсика, часто используемый для описания балджей и дисков, может использоваться и для баров — для них {\displaystyle n} обычно находится в диапазоне от 0,5 до 1.

## Возникновение баров
Бар образуется при возникновении гравитационной неустойчивости в тонком диске галактики. Существует как минимум два механизма образования бара: барообразующая неустойчивость и неустойчивость вытянутых орбит.
Барообразующая неустойчивость, или бар-мода образует бар, если скорость вращения диска достаточно велика, в этом случае образование бара становится энергетически выгодным. Количественно критерий неустойчивости выражается через энергию вращения диска {\displaystyle E_{r}} и его потенциальную энергию {\displaystyle W}: если отношение {\textstyle {\frac {E_{r}}{W}}} составляет более 0,14—0,20 (точное значение зависит от параметров модели), то за 1—2 оборота галактики возникает бар. Аналогичная ситуация возникает в механике несжимаемых самогравитирующих тел: при достаточно больших энергиях вращения они превращаются из сплюснутого эллипсоида Маклорена в вытянутый эллипсоид Якоби. Помешать образованию бара может достаточно большая дисперсия скоростей в галактике и наличие массивной сферической подсистемы галактики: балджа или тёмного гало. По всей видимости, крупные бары образуются именно таким образом.
Неустойчивость вытянутых орбит, напротив, возникает при медленном вращении диска и больших радиальных скоростях звёзд. Если звёзды движутся по близким вытянутым орбитам, то из-за гравитационного взаимодействия между ними орбиты прецессируют и сближаются ещё больше, и также образуется бар. Такой механизм образования бара неэффективен для слабо вытянутых орбит, поэтому он должен проявляться в основном в центральных областях диска, в которых радиальная дисперсия скоростей звёзд велика. Кроме того, бары, которые образуются таким способом, должны иметь малую скорость вращения.

## Влияние на галактики
Бары оказывают заметное влияние на родительские галактики и являются одним из основных агентов внутренней вековой эволюции — изменений в галактике в течение длительного времени, не зависящих от её окружения. Поскольку бары несимметричны относительно оси галактики, они перераспределяют угловые моменты звёзд и газа, что приводит к изменению галактической структуры.
Бары перемещают газ таким образом, что он формирует спиральные рукава и кольца, давление в нём увеличивается и из атомарного он становится молекулярным, в нём начинается звездообразование. Из областей вне бара газ перемещается к окраине галактики, а из области в пределах радиуса бара — в самый центр. Это приводит к сглаживанию градиентов металличности и к увеличению центрального сосредоточения газа, что и наблюдается в галактиках с барами (см. выше). Сосредоточение газа в центре, в свою очередь, может приводить к активности галактического ядра, однако в галактиках с активными ядрами бары не наблюдаются чаще, чем в галактиках без активного ядра.
Бары также влияют на движение звёзд. Посредством бара угловой момент перераспределяется между звёздным диском и тёмным гало, из-за чего звёзды также сильнее сосредотачиваются к центру. Кроме того, под действием бара орбиты звёзд могут меняться и покидать плоскость диска галактики, из-за чего со временем увеличивается сферическая составляющая галактики — в частности, балдж. С учётом активного звездообразования балдж формируется довольно эффективно — за несколько миллиардов лет может образоваться балдж массой в миллиард масс Солнца. Балджи, сформированные таким образом, частично сохраняют динамические свойства диска и называются псевдобалджами. В ближней Вселенной такими являются балджи многих галактик, возможно даже большинства, в том числе и Млечного Пути.